# هایکانوش دانیلیان

هایکانوش دانیلیان (ارمنی: Հայկանուշ Դանիելյան؛ ۱۶ دسامبر [سبک قدیمی: ۳ دسامبر] ۱۸۹۳ – ۱۹ آوریل ۱۹۵۸) موسیقی‌دان، خواننده اپرای سوپرانو، خواننده کلاسیک، آموزگار موسیقی، اهل ارمنستان بود.
دانیلیان اولین خواننده ارمنی بود که جایزه هنرمند مردمی اتحاد جماهیر شوروی (۱۹۳۹) به وی اعطا شد. وی همچنین برندهٔ جوایزی همچون جایزه دولتی اتحاد شوروی و نشان لنین شده‌است.

## زندگی‌نامه
هایکانوش دانیلیان در تفلیس به دنیا آمد. او در سال ۱۹۲۰ از کنسرواتوار سن پترزبورگ فارغ‌التحصیل شد. در ۱۹۲۰ او در تئاترهای اپرا منجمله تئاتر پتروگراد و تئاتر اپرا ملی گرجستان آواز خواند.
وی عضو حزب کمونیست اتحاد شوروی از سال ۱۹۴۱. نماینده مجلس از شورای عالی اتحاد جماهیر شوروی برای ۲ دوره (۱۹۴۶)، عضو پارلمان جمهوری شوروی سوسیالیستی ارمنستان. وی در آرامستان مرکزی ایروان (توخماخ) به خاک سپرده شد.

## اجراها
| مؤلف            | اجرای               | نقش                          |
| --------------- | ------------------- | ---------------------------- |
| جوزپه وردی      | ریگولتو             | گیلدا                        |
| جوزپه وردی      | لا تراویاتا         | ویولتا                       |
| جواکینو روسینی  | آرایشگر سویل        | روسینا                       |
| جاکومو پوچینی   | مادام باترفلای      | Cio-Cio-san (مادام باترفلای) |
| آرمن تیگرانیان  | آنوش                | آنوش                         |
| میخائیل گلینکا  | A Life for the Tsar | آنتونیدا                     |
| جاکومو مایربر   | Les Huguenots       | مارگریت دو والوا             |
| تیگران چوخاجیان | آرشاک دوم           | اٌلیمپیا                      |

## نگارخانه

خانه هایکانوش دانیلیان در ایروان
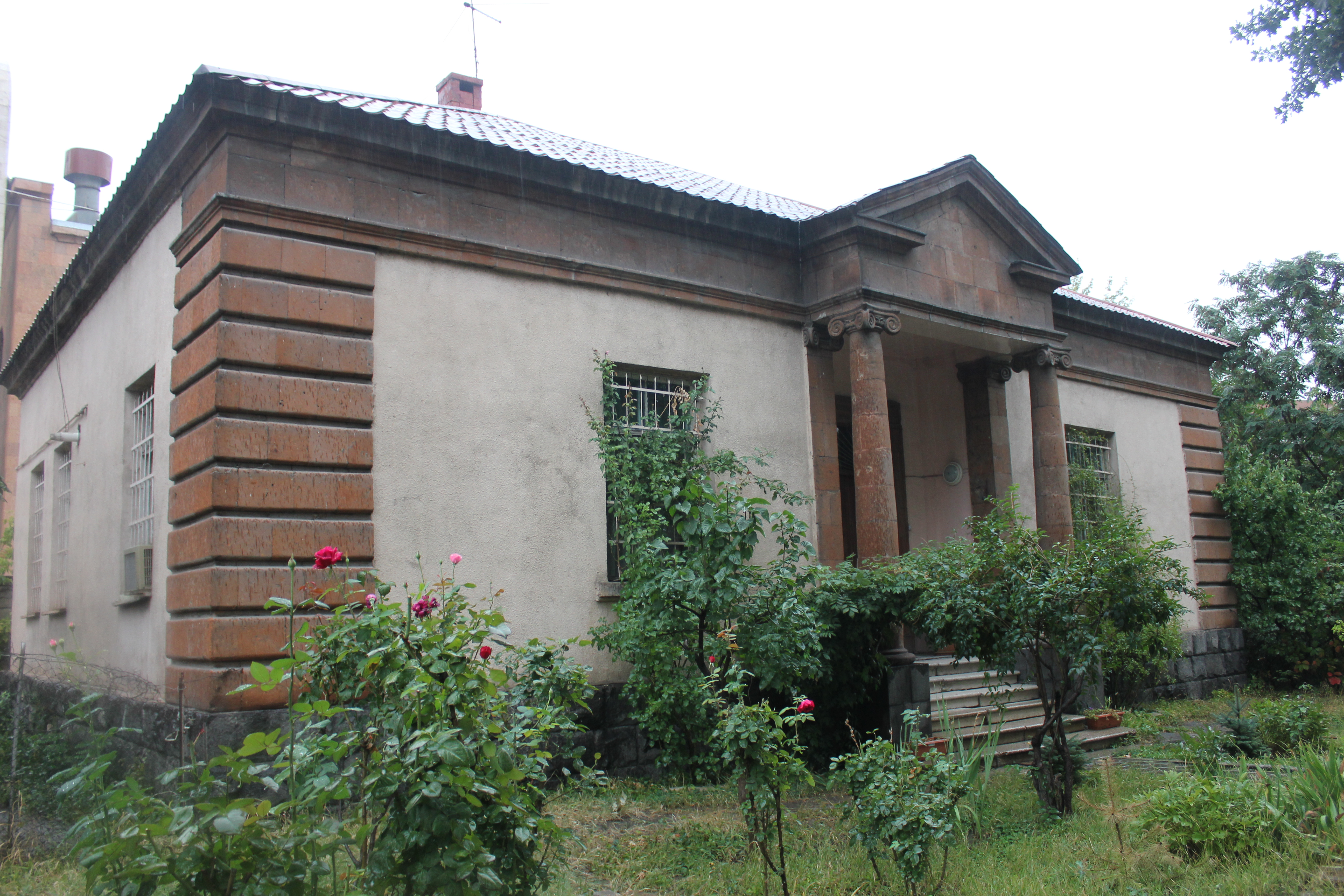
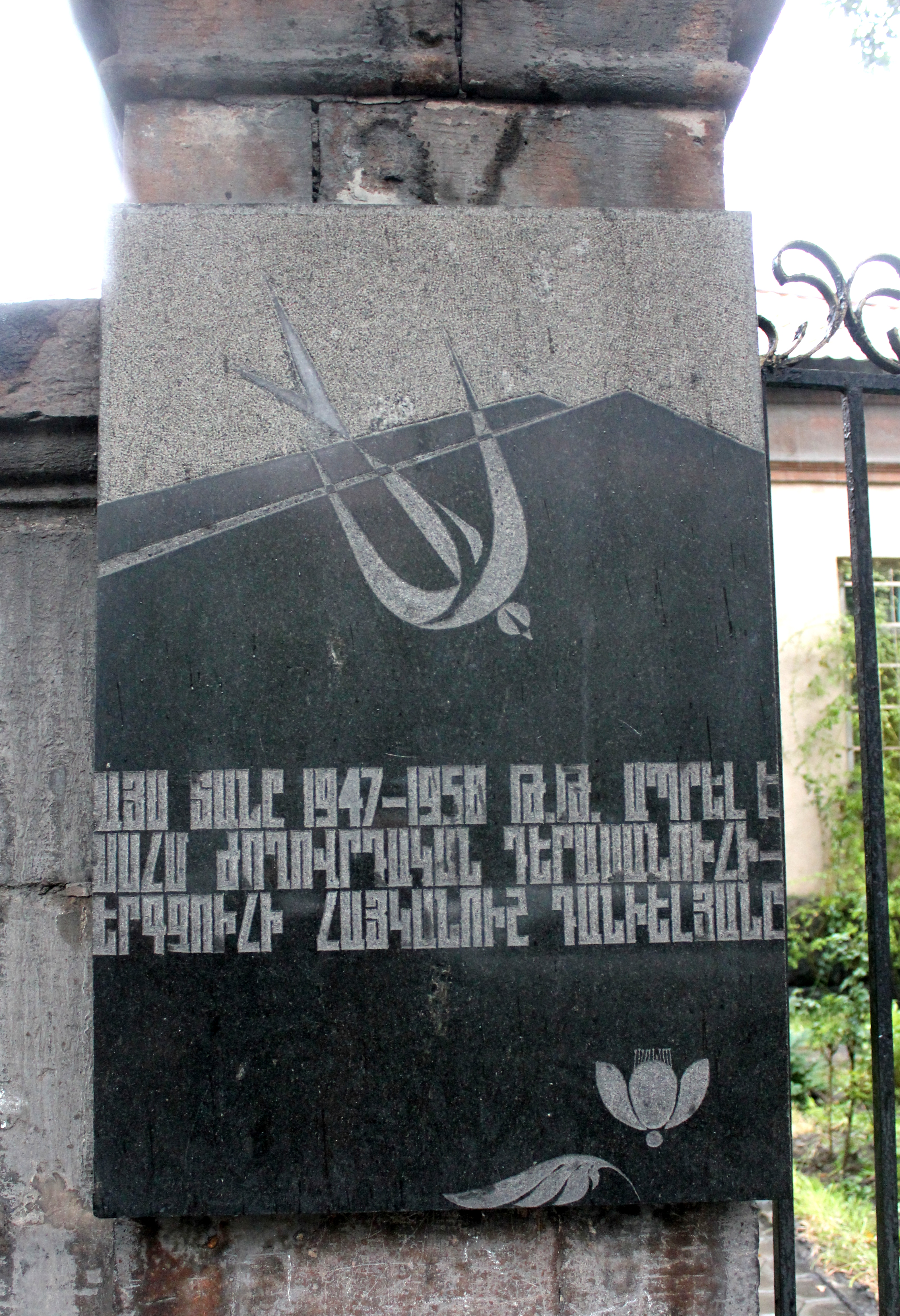
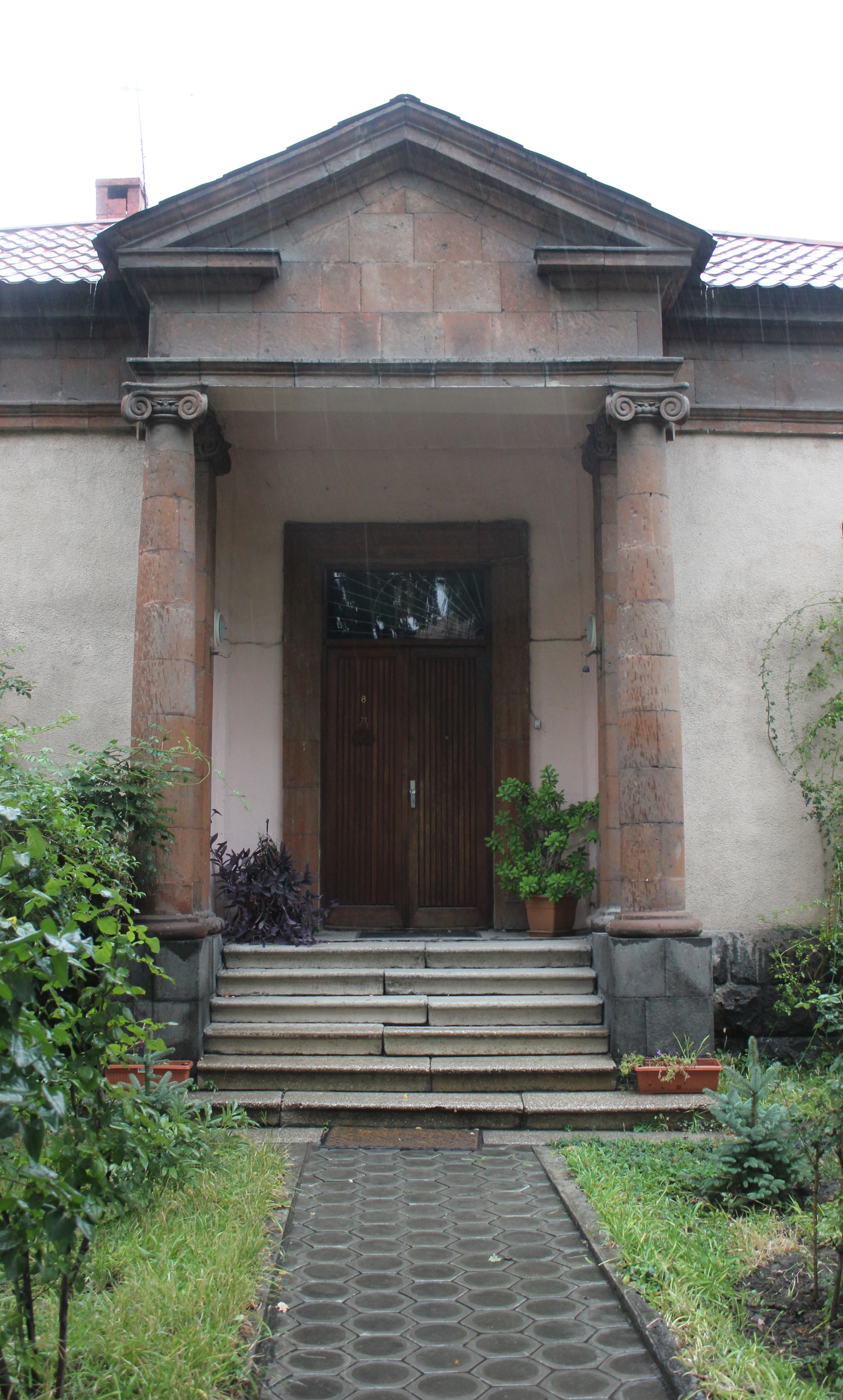